# Cleome burttii
Cleome burttii är en paradisblomsterväxtart som beskrevs av R. A. Grah.. Cleome burttii ingår i släktet paradisblomstersläktet, och familjen paradisblomsterväxter. Inga underarter finns listade i Catalogue of Life.